# Tutankhamen pteromerus
Tutankhamen pteromerus är en kräftdjursart som först beskrevs av Ortmann 1893.  Tutankhamen pteromerus ingår i släktet Tutankhamen och familjen Parthenopidae. Inga underarter finns listade i Catalogue of Life.